# 妙国寺 (金沢市)
妙国寺は（みょうこくじ）、石川県金沢市東山にある日蓮宗の寺院。山号は日向山。旧本山は京都妙覚寺、奠師法縁。

## 歴史
慶長19年（1614年）佐々藤右衛門、矢島平左衛門等が堺市妙国寺信命院日全を招いて建立。貞享2年（1685年）までに現在地に移転したことが知られる。

## 金沢市指定文化財
- 山門　簡素な薬医門で棟札から安永9年（1780年）の建立とわかる。建立以来大規模修理を受けておらず、脇塀に取り付く柄振板が残りその痕跡等から脇塀が板葺きであったことがわかる。卯辰山山麓寺院群の中では建立年代の判明する最古の門である。

## 参考資料
- 日蓮宗寺院大鑑編集委員会『宗祖第七百遠忌記念出版 日蓮宗寺院大鑑』大本山池上本門寺 (1981年)

座標: 北緯36度34分34.6秒 東経136度40分10.6秒 / 北緯36.576278度 東経136.669611度